# 蔡楚吟同志旧居
蔡楚吟同志旧居，位于中国广东省汕头市澄海区澄华街道岭亭水溜口“观察第”，现为澄海区文物保护单位，类型为近现代重要史迹及代表性建筑，公布时间为1984年12月5日。
蔡楚吟同志旧居的历史年代为1926。